# Bóbrka (Lesko)
Pour les articles homonymes, voir Bóbrka.
Bóbrka est une localité polonaise de la gmina de Solina, située dans le powiat de Lesko en voïvodie des Basses-Carpates.